# Cyrtodactylus kulenensis
Cyrtodactylus kulenensis — вид ящірок з родини геконових (Gekkonidae). Описаний у 2021 році.

## Поширення
Ендемік Камбоджі. Відомий лише у типовому місцезнаходженні — національний парк Пном-Кулен в провінції Сіємреап.